# Genki Imamura
Genki Imamura (Japón, 17 de marzo de 1982) es un nadador japonés retirado especializado en pruebas de estilo braza larga distancia, donde consiguió ser medallista de bronce mundial en 2005 en los 200 metros estilo braza.

## Carrera deportiva
En el Campeonato Mundial de Natación de 2005 celebrado en Montreal ganó la medalla de bronce en los 200 metros estilo braza, con un tiempo de 2:11.54 segundos, tras el estadounidense Brendan Hansen (oro con 2:09.85 segundos) y el canadiense Mike Brown (plata con 2:11.22 segundos).